# Leopoldo Torricelli
Leopoldo Torricelli (Turijn, 2 november 1893 - aldaar, 18 november 1930) was een Italiaans wielrenner.
Hij liet zich opmerken als amateur in 1911 door Milaan-Turijn te winnen. In het Kampioenschap van Italië van datzelfde jaar eindigde hij als 3e.
Hij was prof van 1912 tot 1929 en won onder andere de Ronde van Lombardije in 1916 en een etappe in de Ronde van Italië. 
In 1922 begon hij te stayeren. Hij won zes maal na elkaar het Kampioenschap van Italië: in 1924, 1925, 1926, 1927, 1928, 1929.
Torricelli stierf in 1930 op 37-jarige leeftijd aan tuberculose.

## Belangrijkste resultaten
1913
6e plaats Ronde van Italië
1916
Winnaar Ronde van Lombardije
1917
2e plaats Milaan-Turijn
3e plaats Ronde van Lombardije
1918
2e plaats Ronde van Emilia
1920
Etappe 5 in de Ronde van Italië
3e plaats Milaan-Turijn

## Resultaten in voornaamste wedstrijden
| Jaar | Ronde van Italië | Ronde van Frankrijk | Ronde van Spanje |
| ---- | ---------------- | ------------------- | ---------------- |
| 1912 |                  |                     |                  |
| 1913 | 6e               |                     |                  |
| 1914 |                  |                     |                  |
| 1916 |                  |                     |                  |
| 1917 |                  |                     |                  |
| 1918 |                  |                     |                  |
| 1919 |                  |                     |                  |
| 1920 | opgave (1)       |                     |                  |
| 1921 |                  |                     |                  |
| 1923 | opgave           |                     |                  |

| Jaar | Milaan-San Remo | Ronde van Lombardije |
| ---- | --------------- | -------------------- |
| 1912 |                 | 4e                   |
| 1913 |                 |                      |
| 1914 |                 | 14e                  |
| 1916 |                 | ↑                    |
| 1917 | 9e              | ↑                    |
| 1918 |                 | 5e                   |
| 1919 | 13e             |                      |
| 1920 | 11e             |                      |
| 1921 |                 | 9e                   |
| 1923 |                 |                      |